# Liste der Einträge im National Register of Historic Places im Trempealeau County

Lage des Trempealeau County in Wisconsin

Die Liste der Einträge im National Register of Historic Places im Trempealeau County in Wisconsin führt alle Bauwerke und historischen Stätten im Trempealeau County auf, die in das National Register of Historic Places aufgenommen wurden.

## Legende
| NRHP | Historic Place    |
| HD   | Historic District |

## Aktuelle Einträge
| [ 2 ] | Name                                        | Bild                                        | Eintragsdatum        | Lage                                                                       | Ort          | Beschreibung |
| ----- | ------------------------------------------- | ------------------------------------------- | -------------------- | -------------------------------------------------------------------------- | ------------ | --- |
| 1     | Arcadia Free Public Library                 | Arcadia Free Public Library                 | 1994 ID-Nr. 94000388 | 406 East Main Street 44° 15′ 8″ N, 91° 29′ 44″ W                           | Arcadia      | 1906 im neoklassizistischen Stil errichtete Carnegie-Bibliothek                                                              |
| 2     | Capt. Alexander A. Arnold Farm              | Capt. Alexander A. Arnold Farm              | 1978 ID-Nr. 78000142 | U.S. 53 44° 5′ 33″ N, 91° 20′ 24″ W                                        | Galesville   | 1874 im Italianate-Stil errichtetes Wohnhaus des Farmers, Geschäftsmannes und Politikers Alexander Ahab Arnold               |
| 3     | Bartlett Blacksmith Shop-Scandinavian Hotel | Bartlett Blacksmith Shop-Scandinavian Hotel | 1984 ID-Nr. 84003786 | 218 East Mill Road 44° 4′ 55″ N, 91° 20′ 54″ W                             | Galesville   | 1871 als Schmiede errichtetes Geschäftshaus; im Jahr 1900 zum Hotel umgebaut; nach 1945 als Molkerei genutzt; heute Wohnhaus |
| 4     | John Bohrnstedt House                       | John Bohrnstedt House                       | 1984 ID-Nr. 84003788 | 830 Clark Street 44° 5′ 7″ N, 91° 21′ 34″ W                                | Galesville   | 1901 errichtetes Wohnhaus |
| 5     | John F. Cance House                         | John F. Cance House                         | 1984 ID-Nr. 84003790 | 807 West Ridge Avenue 44° 4′ 59″ N, 91° 20′ 48″ W                          | Galesville   | 1908 im Tudor Revival genannten Baustil errichtetes Wohnhaus des Bankiers John F. Cance                                      |
| 6     | Coman House                                 | Coman House                                 | 1984 ID-Nr. 84000747 | 581 3rd Street 44° 0′ 16″ N, 91° 26′ 4″ W                                  | Trempealeau  | 1862 im Italianate-Stil errichtetes Wohnhaus                                                                                 |
| 7     | Downtown Historic District                  | Downtown Historic District                  | 1984 ID-Nr. 84003791 | Gale Avenue, Main Street und Davis Street 44° 4′ 58″ N, 91° 20′ 55″ W      | Galesville   | 17 Geschäftshäuser aus der zweiten Hälfte des 19. Jahrhunderts und der ersten Hälfte des 20. Jahrhunderts im Stadtzentrum    |
| 8     | Gale College Historic District              | Gale College Historic District              | 1997 ID-Nr. 84004020 | 12th Street 44° 4′ 46,1″ N, 91° 22′ 3,6″ W                                 | Galesville   | Mehrere Gebäude des früheren Gale Colleges                                                                                   |
| 9     | Green Bay and Western Railroad Depot        | Green Bay and Western Railroad Depot        | 2006 ID-Nr. 06000302 | 36295 Main Street 44° 22′ 6″ N, 91° 19′ 3″ W                               | Whitehall    | 1914 errichtetes Bahnhofsgebäude der früheren Green Bay and Western Railroad                                                 |
| 10    | Independence City Hall                      | Independence City Hall                      | 2002 ID-Nr. 01001474 | 23688 Adams Street 44° 21′ 27″ N, 91° 25′ 16″ W                            | Independence | 1902–1903 im Queen-Anne-Stil errichtetes Rathaus                                                                             |
| 11    | Tollef Jensen House                         | Tollef Jensen House                         | 1984 ID-Nr. 84003793 | 806 West Gale Avenue 44° 4′ 58″ N, 91° 21′ 34″ W                           | Galesville   | 1913 im Queen-Anne-Stil errichtetes Wohnhaus                                                                                 |
| 12    | Main Street Historic District               | Main Street Historic District               | 1984 ID-Nr. 84000763 | Main Street zwischen 1st Street und 3rd Street 44° 0′ 18″ N, 91° 26′ 32″ W | Trempealeau  | Zehn in verschiedenen Baustilen errichtete Geschäftshäuser im Zentrum                                                        |
| 13    | Melchoir Hotel and Brewery Ruins            | Melchoir Hotel and Brewery Ruins            | 1984 ID-Nr. 84000769 | Adresse nicht veröffentlicht                                               | Trempealeau  | 1857 aus Sandsteinblöcken errichtete Brauerei                                                                                |
| 14    | Ridge Avenue Historic District              | Ridge Avenue Historic District              | 1984 ID-Nr. 84003792 | Ridge Avenue zwischen 4th Street und 6th Street 44° 5′ 1″ N, 91° 21′ 18″ W | Galesville   | 11 Gebäude in verschiedenen Baustilen um die 1895 im Queen-Anne-Stil gebaute Presbyterianerkirche                            |
| 15    | Schwert Mound Group                         |                                             | 1974 ID-Nr. 74000128 | Adresse nicht veröffentlicht                                               | Trempealeau  | Gruppe von 26 Mounds aus der Zeit der Hopewell-Kultur                                                                        |
| 16    | Trempealeau Platform Mounds Site            | Trempealeau Platform Mounds Site            | 1991 ID-Nr. 91001822 | Westlicher Abhang des Trempealeau Bluffs 44° 0′ 29″ N, 91° 26′ 33″ W       | Trempealeau  | Drei Mounds aus der Zeit der Mississippi-Kultur                                                                              |

## Frühere Einträge
| [ 2 ] | Name                 | Bild | Eintragsdatum        | Lage                                      | Ort        | Beschreibung                                                                                       |
| ----- | -------------------- | ---- | -------------------- | ----------------------------------------- | ---------- | -------------------------------------------------------------------------------------------------- |
| 1     | Second Street Bridge |      | 1984 ID-Nr. 84000608 | 2nd Street 44° 4′ 48,3″ N, 91° 21′ 6,6″ W | Galesville | 1910 errichtete Fachwerkbrücke über den Beaver Creek; nach Abriss 1988 aus dem Register gestrichen |